# Mitja Kunc
Mitja Kunc (Črna na Koroškem, Yugoslavia, 12 de noviembre de 1971) es un deportista esloveno que compitió en esquí alpino.
Ganó una medalla de bronce en el Campeonato Mundial de Esquí Alpino de 2001, en la prueba de eslalon. 
Participó en cuatro Juegos Olímpicos de Invierno, entre los años 1992 y 2002, ocupando en Lillehammer 1994 el cuarto lugar en el eslalon y el séptimo en la combinada.
Trabajó como entrenador nacional de la Federación Eslovena de Esquí.

## Palmarés internacional
| Campeonato Mundial | Campeonato Mundial  | Campeonato Mundial | Campeonato Mundial |
| Año                | Lugar               | Medalla            | Prueba             |
| ------------------ | ------------------- | ------------------ | ------------------ |
| 2001               | St. Anton (Austria) | Medalla de bronce  | Eslalon            |